# Vigo, histoire d'une passion
Pour plus de détails, voir Fiche technique et Distribution.
Vigo, histoire d'une passion (Vigo) est un film franco-britannique réalisé par Julien Temple et sorti en 1999.

## Fiche technique
- Titre : Vigo, histoire d'une passion
- Titre original : Vigo
- Réalisation : Julien Temple
- Scénario : Anne Devlin, Peter Ettedgui et Julien Temple
- Photographie : John Mathieson
- Costumes : Roger Burton
- Décors : Raoul Albert
- Son : Barry Reed
- Musique : Bingen Mendizábal
- Montage : Marie-Thérèse Boiché
- Production : Mact Productions - Channel Four - Nitrate Film - Impact Pictures - Tornasol Films
- Pays d'origine :  France -  Royaume-Uni
- Genre : Biopic, drame, romance
- Durée : 106 minutes
- Date de sortie : France - 17 février 1999

## Distribution
- James Frain : Jean Vigo
- Romane Bohringer : Lydu Lozinska
- Nicholas Barnes
- David Battley
- Joe Boiling
- Anna Bolt : Misha
- Christine Burlett
- Jack Capelli
- Charles Collingwood
- Dean Cook
- Kenneth Cranham
- Francine Bergé

## Sélection
- Festival international du film de Toronto 1998